# Oxyrhopus
Oxyrhopus is een geslacht van slangen uit de familie toornslangachtigen (Colubridae) en de onderfamilie Dipsadinae.

## Naam en indeling
De wetenschappelijke naam van de groep werd voor het eerst voorgesteld door Johann Georg Wagler in 1830. De slangen werden eerder aan andere geslachten toegekend, zoals Clelia, Pseudoboa en het niet langer erkende Drepanodon. Er zijn vijftien soorten, inclusief de pas in 2020 beschreven soort Oxyrhopus emberti.

## Verspreiding en habitat
Van dit geslacht komen vertegenwoordigers voor in delen van Midden- en Zuid-Amerika en leven in de landen Mexico, Guatemala, Trinidad en Tobago, Honduras, Belize, Nicaragua, Costa Rica, Panama, Frans-Guyana, Guyana, Colombia, Venezuela, Ecuador, Suriname, Brazilië, Bolivia, Peru, Argentinië en Paraguay, mogelijk in El Salvador.
De habitat bestaat uit vochtige tropische en subtropische bossen, zowel in laaglanden als in bergstreken, en droge tropische en subtropische bossen. Daarnaast worden de dieren gevonden in scrublands, savannes en graslanden. Ook in door de mens aangepaste streken zoals weilanden en aangetaste bossen kunnen de dieren worden aangetroffen.

## Beschermingsstatus
Door de internationale natuurbeschermingsorganisatie IUCN is aan twaalf soorten een beschermingsstatus toegewezen. De slangen worden beschouwd als 'veilig' (Least Concern of LC).

## Soorten
Het geslacht omvat de volgende soorten, met de auteur en het verspreidingsgebied.
| Naam                  | Auteur                                   | Verspreidingsgebied |
| --------------------- | ---------------------------------------- | --- |
| Oxyrhopus clathratus  | Duméril, Bibron & Duméril, 1854          | Brazilië, Argentinië |
| Oxyrhopus doliatus    | Duméril, Bibron & Duméril, 1854          | Venezuela |
| Oxyrhopus emberti     | Gonzales, Reichle & Entiauspe-Neto, 2020 | Bolivia |
| Oxyrhopus erdisii     | Barbour, 1913                            | Peru |
| Oxyrhopus fitzingeri  | Tschudi, 1845                            | Ecuador, Peru |
| Oxyrhopus formosus    | Wied-Neuwied, 1820                       | Colombia, Venezuela, Peru, Suriname, Frans-Guyana, Brazilië, Argentinië |
| Oxyrhopus guibei      | Hoge & Romano, 1977                      | Bolivia, Brazilië, Paraguay, Argentinië, mogelijk in Peru |
| Oxyrhopus leucomelas  | Werner, 1916                             | Ecuador, Peru, Colombia, Venezuela |
| Oxyrhopus marcapatae  | Boulenger, 1902                          | Peru |
| Oxyrhopus melanogenys | Tschudi, 1845                            | Bolivia, Peru, Brazilië, Ecuador, Colombia, Guyana |
| Oxyrhopus occipitalis | Wied-Neuwied, 1824                       | Ecuador, Brazilië, Colombia, Venezuela, Guyana, Suriname, Peru |
| Oxyrhopus petolarius  | Linnaeus, 1758                           | Mexico, Guatemala, Trinidad en Tobago, Honduras, Belize, Nicaragua, Costa Rica, Panama, Frans-Guyana, Guyana, Colombia, Venezuela, Ecuador, Brazilië, Bolivia, Peru, Argentinië, Paraguay, mogelijk in El Salvador |
| Oxyrhopus rhombifer   | Duméril, Bibron & Duméril, 1854          | Brazilië, Bolivia, Paraguay, Uruguay, Argentinië, mogelijk in Peru |
| Oxyrhopus trigeminus  | Duméril, Bibron & Duméril, 1854          | Brazilië, Bolivia, Peru |
| Oxyrhopus vanidicus   | Lynch, 2009                              | Colombia, Brazilië, Venezuela, Ecuador, Peru |